# Lillesjön (Undenäs socken, Västergötland, 650838-143604)
Lillesjön är en sjö i Karlsborgs kommun i Västergötland och ingår i Motala ströms huvudavrinningsområde.